# Highway Star
"Highway Star" é uma canção da banda de rock inglesa Deep Purple. É a faixa de abertura do sexto álbum de estúdio da banda, Machine Head (1972), e é considerada a música mais rápida do álbum. É caracterizado por longos solos de guitarra e órgão de inspiração clássica.
Em 2015, apareceu na 15a posição da lista "100 Greatest Guitar Solos" elaborada pela revista Guitar World

## História
"Highway Star" começou a ser criada em 1971, dentro de um ônibus, após um jornalista perguntar como eles criavam suas músicas. Blackmore disse: "assim", e começou a tocar um riff agitado. Gillan entrou na farra e começou a improvisar uma letra: "We're on the road, we're on the road, we're a rock'n'roll ba-and!". Em setembro, a primeira versão do que seria "Highway Star" já estava começando a ser experimentada no palco e no programa de TV alemão Beat Club. É dessa apresentação que vem o clipe de "Highway Star" em que Blackmore usa um chapéu de bruxo e Gillan balbucia palavras sobre Mickey Mouse e Steve McQuinn.

## Na mídia

### Trilhas-sonoras de jogos eletrônicos
- 1993 - Rock & Roll Racing[4]
- 2006 - Elite Beat Agents (Nintendo DS)
- 2007 - Rock Band
- 2008 - Rock Revolution
- Guitar Freaks (Cover version)
- Grand Theft Auto: Episodes from Liberty City na rádio "Liberty Rock Radio"

### Filmes e Seriados
- 1993 - Dazed and Confused
- 1994 - The Stöned Age
- That '70s Show
- Alguns episódios do seriado CSI:Miami e CSI:NY
- 7a temporada do Futurama - Episódio "2-D Blacktop" 2015 - Ash Vs. Evil Dead

### Comerciais
- 2012 - JAC Motors[5]

## Prêmios e Indicações
- 2005 - Top Gear's Greatest Driving Song of all Time - 5a posição[6].
- 2015 - Guitar World's "100 Greatest Guitar Solos" - N.15[1]